# 古橋智史
古橋 智史（ふるはし さとし、1988年 - ）は、日本の実業家。マネーフォワードベンチャーパートナーズ株式会社代表取締役、株式会社マネーフォワードグループ執行役員、株式会社スマートキャンプ創業者・代表取締役会長。

## 人物・経歴
1988年生まれ。東京都出身。立教大学卒業。大学では体育会水上スキー部に所属し、主将を務めた。
大学卒業後、みずほ銀行に入行。2012年、株式会社Speeeに入社。SEOサービスの新規開拓営業を務め、年間売上1億円を達成する。その後、株式会社ネットマイルで新規事業の立ち上げを経験。
2014年6月、スマートキャンプ株式会社を設立し、代表取締役に就任。SaaSプラットフォーム「BOXIL」など複数事業を運営。
2019年11月、株式会社マネーフォワードが同社をM&Aによりグループ化。2020年4月、株式会社マネーフォワードへ入社。2020年5月、マネーフォワードベンチャーパートナーズ株式会社代表に就任。同年6月、同社でスタートアップ向けのベンチャーキャピタル「HIRAC FUND1号投資事業有限責任組合」を設立し、代表パートナーに就任。同年12月、マネーフォワードの執行役員に就任。